# 瓦莱-迪特利亚什
瓦莱-迪特利亚什是葡萄牙布拉干萨区的一个堂区。总面积13.35平方公里，总人口364人，人口密度27.3人/平方公里。